# Marcodurum
Marcodurum war ein Vicus im Rheinland in römischer Zeit.
In seiner Nähe erlitten während des Bataveraufstands im Jahr 69 romtreue ubische Kohorten eine schwere Niederlage gegen die Aufständischen, wie der römische Historiker Tacitus berichtet:
„Ihre [der Ubier] Kohorten wurden im Vicus Marcodurum niedergemacht, bei dem sie recht sorglos verweilten, weil sie sich weit vom Ufer [des Rheins] aufhielten.“

## Mögliche Lokalisierung
Durch Tiefpflügen auf dem „Getzer Acker“ zwischen den Dürener Stadtteilen Mariaweiler und Hoven gelangten in den 1980er Jahren zahlreiche Münz- und Fibelfunde aus dem 1. bis 3. Jahrhundert n. Chr. an die Oberfläche. Die Analyse der Fundstücke durch das Institut für Altertumskunde der Universität Köln lässt den Schluss zu, dass sie auf das von Tacitus erwähnte Marcodurum zurückgehen.